# RCS Sport
RCS Sport es una compañía del sector deportivo y de medios de comunicación que opera principalmente en Italia como parte de RCS MediaGroup. Organiza algunos de los eventos de ciclismo de ruta más importantes de Italia, incluyendo el Giro de Italia, el Giro de Lombardía, la Milán-San Remo y la Tirreno-Adriático, así como eventos no ciclísticos como el Maratón de Milán. RCS Sport comenzó en 1989 como una compañía independiente de La Gazzetta dello Sport, pero continuó siendo su “brazo organizativo”. También ofrece asesorías y hace convenios con otros organizadores de deportes, ayudando con eventos como Lega Basket Serie A y The Color Run.

## Ciclismo
RCS Sport posee 6 eventos de ciclismo UCI WorldTour: 
- Strade Bianche
- Giro de Italia
- Milán-San Remo
- Giro de Lombardía
- Tirreno-Adriático
- UAE Tour (En Emiratos Árabes Unidos)

3 eventos del UCI Europe Tour:
- Roma Maxima
- Milán-Turín
- Giro del Piemonte

## Fútbol
RCS Sport es asesor comercial de la Federación Italiana de Fútbol y la liga de fútbol Serie B.

## Eventos masivos
RCS Sport organiza la IAAF Maratón de la Ciudad de Milán, el Fisherman’s Friend Strongman Run en Italia, The Color Run y el Gran Fondo Giro de Italia.

## Baloncesto
RCS Sport es asesor comercial de la Federación italiana de baloncesto (Selección de baloncesto de Italia) y organiza los principales eventos de la Liga de Baloncesto Serie A (Final8, All Star Game y Supercoppa Italiana).
En 2012 RCS Sport se asoció con la NBA para organizar la gira italiana de la NBA Europe Live Tour.

## Formación
Desde 2010 RCS Sport, en conjunto con SDA Bocconi School of Management de la Universidad Bocconi, viene desarrollando la “Academia de Negocios Deportivos” (Sports Business Academy), un centro de administrativo del deporte, así como un sitio para reuniones de networking.